# 크리스 브로더릭
크리스토퍼 브로더릭(Christopher Broderick, 1970년 3월 6일 ~ )은 미국 헤비메탈 밴드 메가데스의 기타리스트였다.